# 明珠台電視劇集列表 (2024年)
本資訊頁列出2024年由香港電視廣播有限公司明珠台播放的電視劇集，因為維基百科不是節目表，收錄的資料只包含首播資訊，不紀錄重播資訊、上映時間更動、停播、復播等瑣碎資訊。本資訊頁的時間統一採用UTC+08:00。當年度播出的其他年度作品重播統一收錄在條目最下方#2024年重播節目一節以{{spml}}收錄。

## 2024年重播節目
失落的符號